# Erica Burman

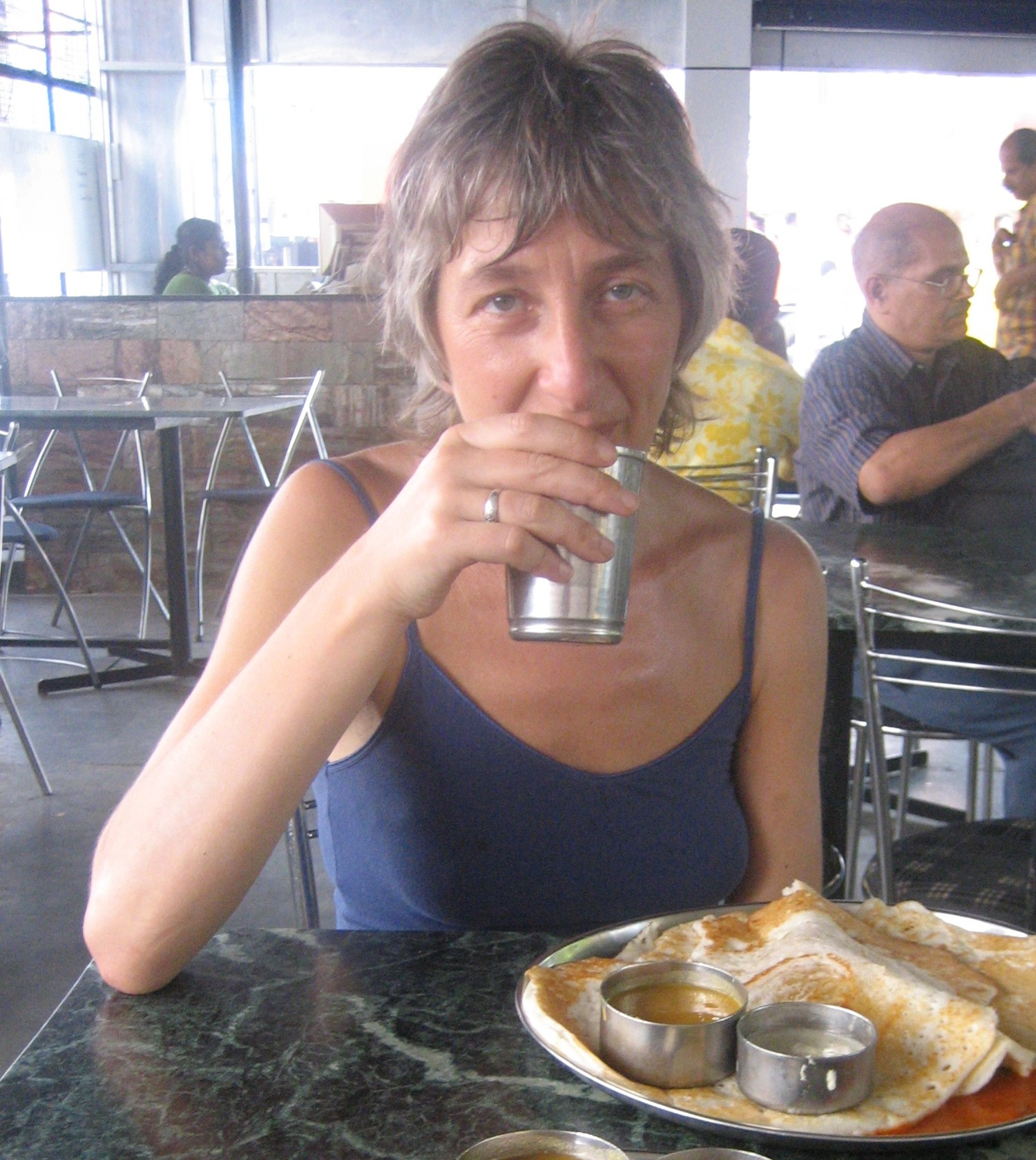
Erica Burman.

Erica Burman (nacida en 1960) es una psicóloga y educadora especializada en el desarrollo humano con residencia en Inglaterra. Su trabajo es fuente conceptual para los debates metodológicos en psicología y para la investigación crítica en el ámbito de la psicología del desarrollo, con especial énfasis en las cuestiones de género en relación con las diferentes formas de opresión. Catedrática de Psicología en la Universidad Metropolitana de Mánchester, (1986-2013), es actualmente catedrática de la Facultad de Educación de la Universidad de Mánchester, profesora visitante en múltiples universidades y docente honoraria en el Oslo and Akershus University College, Norway. Fundadora y codirectora del grupo de investigación Discourse Unit.

## Psicología de Desarrollo
La obra de Burman publicada en 1994, La Deconstrucción de la Psicología Evolutiva, fue una respuesta crítica a las teorías tradicionales sobre el desarrollo infantil. Se sirvió de la teoría feminista para demostrar cómo este aspecto de la psicología sirve para regular el comportamiento de la familia, marginar a la clase trabajadora y a las mujeres de etnia minoritaria y para patologizar sus experiencias como madres.
Su libro cubre un gran abanico de enfoques dominantes en psicología y examina suposiciones culturales específicas que dan lugar a diferentes formas de psicología. También ofrece alternativas de pensamiento sobre el lugar que ocupan los niños en la sociedad moderna. 
Tras esta obra, su investigación se ha concentrado en las representaciones de los niños y en las conexiones entre diferentes tipos de "desarrollo". Ha continuado con un examen crítico del papel que desempeña la psicología de desarrollo y su trabajo se ha dedicado también al estudio de la forma en la que las imágenes de los niños son usadas en relación con el "mundo en vías de desarrollo". Se ha enfocado también en cómo esas imágenes de mujeres y niños se convierten en modelos de "progreso" del desarrollo del estado.
Erica Burman ha fundado junto con Ian Parker el Discursive Unit y la página web de este grupo de investigación ofrece numerosas publicaciones.

## Obras

### Libros
- Burman, E. (ed.) (1990). Feminists and Psychological Practice. London: Sage (livro disponible en el sitio discourseunit.com)
- Burman, E. and Parker, I. (eds) (1993). Discourse Analytic Research: Repertoires and Readings of Texts in Action. London and New York: Routledge (livro disponible en el sitio discourseunit.com)
- Burman, E. (1994). Deconstructing Developmental Psychology. London and New York: Routledge.[4]
- Banister, P., Burman, E., Parker, I., Taylor, M. and Tindall, C. (1994). Qualitative Methods in Psychology: A Research Guide. Milton Keynes: Open University Press. 
  - (en español) Métodos Cualitativos en Psicología: Una Guía Para la Investigación (2004). Guadalajara, Mexico: La Noche Editores. ISBN: 968-7846-40-2
- Burman, E., Alldred, P., Bewley, C., Goldberg, B., Heenan, C., Marks, D., Marshall, J.. Taylor, K., Ullah, R. and  Warner. S. (1995). Challenging Women: Psychology's Exclusions, Feminist Possibilities. Buckingham: Open University Press.
- Burman, E. Aitken, G., Alldred, A., Allwood, R., Billington, T., Goldberg, B., Gordo Lopez, A., Heenan, C.. Marks, D. and Warner, S. (1996). Psychology Discourse Practice: From Regulation to Resistance. London: Taylor & Francis.
- Levett, A., Kottler, A., Burman, E. and Parker, I. (eds) (1997). Culture, Power and Difference: Discourse Analysis in South Africa. London: Zed Books / Cape Town: UCT Press.
- Burman, E. (ed.) (1998). Deconstructing Feminist Psychology. London: Sage.
- Burman, E. (1998). La Decontruccion de la Psicologia Evolutiva. Madrid: Visor Aprendizaje.
- Chantler, K., Burman, E., Batsleer, J. and Bashir, C. (2001). Attempted Suicide and Self Harm – South Asian Women. Manchester: Women’s Studies Research Centre, MMU.
- Batsleer, J., Burman. E., Chantler, K., Pantling, K., Smailes, S., McIntosh, S. and Warner, S. (2002). Domestic Violence and Minoritisation: supporting women towards independence. Women’s Studies Research Centre, MMU.
- Banister, P., Burman, E., Parker, I., Taylor, M. and Tindall, C. (2004). Métodos Cualitativos en Psicología: Una Guía Para la Investigación. Guadalajara: Universidad de Guadalajara.
- Hook, D. (ed.) (2004), with Mkhize, N. Kiguwa, P. and Collins, A. (section eds) and Burman, E. and Parker, I. (consulting eds) (2004). Critical Psychology. Cape Town: UCT Press.

### Artículos
- Burman, E. (2007) ‘¿Feminismo(s) o feminización? Entre el triunfalismo autónomoy la victimización’, en La Fragilización de las Relaciones Sociales (pp. 109-130). Madrid: Círculo de Bellas Artes.
- Burman, E. (2003) "Beyond the Baby and the Bathwater:  Postdualistic Developmental Psychologies for Diverse Childhoods", Academy for the Study of the Psychoanalytic Arts.
- Burman, E. (2004) "Discourse analysis means analysing discourse: some comments on Antaki, Billig, Edwards and Potter’s 'Discourse analysis means doing analysis: a critique of six analytic shortcomings'”, Discourse Analysis Online. Archivado el 12 de octubre de 2018 en Wayback Machine.
- Burman, E. (2006) "Engendering Development: Some Methodological Perspectives on Child Labour", Forum Qualitative Social Research, 7, (1).
- Trabajos por o sobre Erica Burman en bibliotecas (catálogo WorldCat) (en inglés)